# Verdale des Pyrénées-Orientales
La Verdale des Pyrénées-Orientales est une variété d'olive du Roussillon destinée surtout à la production d'huile. La dénomination de verdale est due au fruit dont la coloration tire plutôt sur le violet verdâtre.

## Origine
Cette olive et l'arbre qui la produit se rencontrent surtout sur le territoire de la commune de Millas. On la trouve également à Corbère, Ille-sur-Têt, Bouleternère, Vinça, Eus et Olette.

## Synonymes
Verdale de Millas.

## Identification variétale
- Port : arbre vigoureux à port étalé, en dôme, parfois érigé ou en boule.
- Feuilles : moyennes souples, larges dans leur partie médiane, limbe lancéolé, de couleur vert clair, bien réparties sur des rameaux dressés, souples et nombreux.
- Fruits : de grosseur moyenne, ovoïdes, groupés par 3 ou 4 sur le même pédoncule. Parfois présents sur les bois des branches et branchettes. La maturité est précoce dès fin novembre. La pulpe est verdâtre, blanchâtre, abondante. L'épicarpe se colore lentement en rose, violet puis vire au noir.
- Noyau : aplati sur les deux faces.
- Clones : il est possible qu'il y ait plusieurs clones différents. Des études comparatives sont en cours.

## Agronomie
- Multiplication : par boutures herbacées avec une rhizogenèse importante.
- Sensibilités : résiste au froid (-15 °C).
- Floraison :
- Production : mise à fruit en 4 à 5 ans, augmentant régulièrement jusqu'à 50 kg/arbre sans alternance marquée.
- Olives : de poids faible, 1,5 à 2 g.
- Sols : très variés, schisteux, granitiques, calcaire et alluvions.
- Distance de plantation : 7 m × 7 m ou 7 × 6.
- Pollinisation : pollinisateurs possibles Arbéquine et Poumal des plaines.

C'est une variété intéressante, d'avenir, qui doit figurer dans toute nouvelle plantation de jeunes oliveraies.

## Caractéristiques des produits

### Confiserie
Non utilisée.

### Huile
Très fine, fort rendement de l'ordre de 22 %. De couleur très verte en début de campagne, surprend par son manque d'amertume.

## Sources